# Daidala

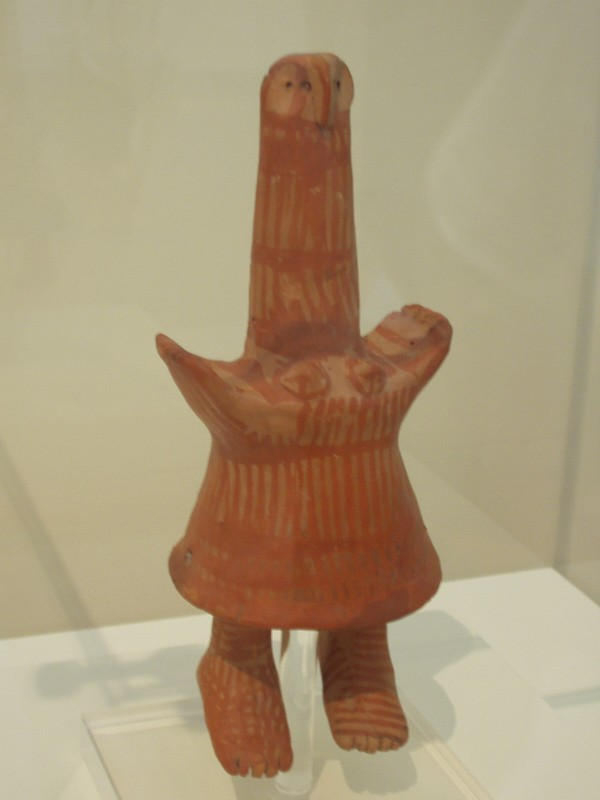
Un'arcaica ceramica daidala di Athena glaukopis (cioè "dallo sguardo lampeggiante", ma anche dallo sguardo di civetta, uccello sacro alla dea, simbolo ancor oggi della città di Atene).

La daidala è un tipo di scultura attribuito al leggendario architetto e scultore greco Dedalo, che è connesso nella leggenda sia all'età del bronzo a Creta che al primo periodo delle sculture dell'età del bronzo greca. Le leggende su Dedalo lo ritraggono sia come un uomo normale che come un essere mitico. Egli era ritenuto l'inventore delle agalmata, statue di divinità che avevano occhi aperti e membra mobili, una dovuta manifestazione del mistero della divinità. Queste statue erano così simili alla realtà rappresentata che Platone fece notare la loro sorprendente e sconcertante mobilità, che era realizzata con tecniche chiaramente identiche a quelle delle "daidala". Lo scrittore e geografo Pausania pensava che le statuette di legno note come "daidala" esistessero già prima dei tempi di Dedalo.
Perez-Gomez suggerisce che il nome "Daedalus", fosse in realtà un gioco di parole, in quanto la parola "daidala", che compare nella letteratura antica, è un complemento dei verbi fare, costruire, forgiare, tessere, porre su, o vedere. Daidala erano le opere della società primitive: opera di difesa, armi, mobile e così via.
Le sculture dedaliche rivelano un'influenza orientale, conosciuta come "Periodo orientalizzante" dell'arte greca. L'orientalizzazione è particolarmente evidente nella testa vista di fronte: essa pare la testa di un orientale, con capelli da parrucca, ma è più angolosa ed ha un volto a forma triangolare, ampi occhi ed un naso prominente. Il corpo femminile è geometricamente piuttosto piatto, con ampio grembo e abito sformato. Le prime sculture che mostravano tali caratteristiche sono note come "dedaliche"; venivano utilizzate per piccole figure su piedestallo di argilla e nelle decorazioni in rilievo sui vasi. Pare abbiano avuto una significativa influenza nel Peloponneso, nella Creta dorica ed a Rodi. Il loro stile si basa su una semplice formula che rimase dominante, sebbene con modifiche evolutive, per circa due generazioni, prima di evolvere nello stile arcaico.